# Wieki ciemne (astronomia)
Wieki ciemne (ang. Dark Ages) – wczesny etap ewolucji Wszechświata, który rozpoczął się około 300 do 500 tys. lat po Wielkim Wybuchu, trwający kilkaset (~500) milionów lat, zakończony erą rejonizacji, zwaną też czasem kosmicznym renesansem (ang. Cosmic Renaissance Epoch). Wieki Ciemne rozpoczęły się, kiedy temperatura wypełniającej kosmos materii obniżyła się na tyle, że indywidualne elektrony i protony zaczęły się łączyć w neutralne atomy wodoru, pozwalając tym samym na swobodne rozchodzenie się mikrofalowego promieniowania tła, powstałego po Wielkim Wybuchu.
W początkowym okresie epoki Wieków Ciemnych materia wypełniająca Wszechświat była rozmieszczona w bardzo jednolity sposób i dopiero później zaczęła się zagęszczać w niektórych rejonach Wszechświata, z czego pod koniec epoki powstały pierwsze gwiazdy. Wieki Ciemne to etap przejściowy pomiędzy prostym i jednolitym stanem materii powstałym po Wielkim Wybuchu a dzisiejszym urozmaiconym i skomplikowanym stanem Wszechświata.
Jest to bardzo słabo zbadany etap ewolucji Wszechświata. Wieki Ciemne zakończyły się wraz z powstaniem pierwszych gwiazd, którymi są hipotetyczne bardzo masywne gwiazdy III populacji, o masach ocenianych na od 60 do 300 mas Słońca. Gwiazdy te różnią się od gwiazd takich jak Słońce niemal całkowitym brakiem pierwiastków cięższych niż wodór i hel, a ich powstanie z obłoków zgęszczonej materii jest możliwe dzięki chłodzeniu materii w wyniku emisji promieniowania przez cząsteczki wodoru molekularnego. Gwiazdy III populacji ewoluują bardzo szybko i wybuchają jako supernowe, wzbogacając materię w pierwiastki cięższe. Ewolucja tej hipotetycznej najwcześniejszej populacji gwiazd i jej wpływ na powstawanie całych galaktyk jest ostatnio przedmiotem badań. Planowane obserwacje emisji wodoru cząsteczkowego w linii 21 cm pozwolą weryfikować różne hipotezy dotyczące tego procesu.